# Райхенбах-ім-Кандерталь
Райхенбах-ім-Кандерталь (нім. Reichenbach im Kandertal) — громада  в Швейцарії в кантоні Берн, адміністративний округ Фрутіген-Нідерзімменталь.

## Географія
Громада розташована на відстані близько 45 км на південний схід від Берна.
Райхенбах-ім-Кандерталь має площу 125,8 км², з яких на 2,2% дозволяється будівництво (житлове та будівництво доріг), 39,3% використовуються в сільськогосподарських цілях, 24,5% зайнято лісами, 34% не є продуктивними (річки, льодовики або гори).

## Демографія
2019 року в громаді мешкало 3624 особи (+5,6% порівняно з 2010 роком), іноземців було 5,3%. Густота населення становила 29 осіб/км².
За віковим діапазоном населення розподілялося таким чином: 21,5% — особи молодші 20 років, 56,7% — особи у віці 20—64 років, 21,8% — особи у віці 65 років та старші. Було 1599 помешкань (у середньому 2,2 особи в помешканні).
Із загальної кількості 1412 працюючих 307 було зайнятих в первинному секторі, 422 — в обробній промисловості, 683 — в галузі послуг.